# Кенет Портер Гечел
Кенет Портер Гечел (енгл. Kenneth Porter Gatchell, 3. септембар 1901 – 29. јун 1972) је био кошаркашки тренер и играч. Двапута је играо као плејмејкер за Мисисипи Стејт кошаркашки тим, водећи их до освајања Јужног међуколског турнира мушке кошарке 1923. године. Кенет је такође био и у централној позицији у фудбалу. Касније је постао кошаркашки тренер и постигао је рекорд 14-9. Кенет је био убачен у Мисисипијску спортску халу славних у 1966. години. Био је висок 1,88 метара и имао је масу од 91 килограма.